# خوسيه أنخيل أفيلا بيريز
خوسيه أنخيل أفيلا بيريز (بالإسبانية: José Ángel Ávila Pérez)‏ هو محامي وسياسي مكسيكي، ولد في 7 أكتوبر 1956 في المكسيك. حزبياً، نشط في حزب الثورة الديمقراطية. وقد انتخب عضو مجلس النواب المكسيك.